# Curt Cacioppo
Curt Cacioppo (Ravenna, Ohio, 1951 –) amerikai olasz (szicíliai) zeneszerző és zongorista. A Kent State Universityn, majd a New York Egyetemen tanult.

## Diszkográfia
- 1998 - Curt Cacioppo (Capstone)
- Ancestral Passage (2-CD set)
- Burning With the Muse
- Laws of the Pipe (Navona)
- Italia (Navona)